# Johann Friedrich Ostertag
Johann Friedrich Ostertag (* 24. November 1803 in Stuttgart; † 5. April 1885 in Heidelberg) war Pfarrer von  Eltingen und Schriftsteller. Er befasste sich in seiner Freizeit mit der Verbesserung des Fremdsprachenunterrichts.

## Leben
Er war der Sohn des Johann Friedrich Ostertag und der Charlotte Wenzler. Sein jüngerer Bruder Albert Ostertag (1810–1871) war ebenfalls Theologe.
Nach dem Studium promovierte Ostertag zum Dr. phil. Nach einer erfolglosen Bewerbung auf die Pfarrstelle in Eltingen im Jahr 1838 wurde er letztlich 1852 doch als Pfarrer dorthin versetzt.
Neben seiner beruflichen Tätigkeit zeigte er viel Engagement in der Erforschung neuer Methoden für den Fremdsprachenunterricht. Er führte die Ortschronik. Zudem war er als Autor tätig.

## Wirken
Vom schriftstellerischen Werk Ostertags ist wenig überliefert. Lediglich die „Rede in der Kirche“, abgedruckt in einer Broschüre zum Gau-Liederfest aus dem Jahr 1858 („Beschreibung des Gau-Liederfestes in Leonberg“) hat die Zeit überdauert. Ferner findet sich noch die „Deutsche Schulgrammatik“ aus dem Jahr 1874.

## Ehrungen
- Ritterkreuz I. Klasse
- Ehrenbürger der Gemeinde Eltingen
- Namensgeber[2] der Ostertag-Realschule in Leonberg-Eltingen